# Hyrcanocuma sarsi
Hyrcanocuma sarsi är en kräftdjursart som beskrevs av Alexander Nikolaevich Derzhavin 1912. Hyrcanocuma sarsi ingår i släktet Hyrcanocuma och familjen Pseudocumatidae. Inga underarter finns listade i Catalogue of Life.